# Trismegistia undulata
Trismegistia undulata là một loài Rêu trong họ Sematophyllaceae. Loài này được Broth. & Yasuda miêu tả khoa học đầu tiên năm 1926.